# Karaj
Karaj (persa: کرج) és una ciutat de l'Iran, capital de la província d'Elburz. Es troba a 20 km a l'oest de Teheran, als turons d'Alborz. Segons el cens del 2006 té una població de 1.377.450 persones, i és la cinquena ciutat més gran de l'Iran després de Teheran, Mashad, Tabriz i Esfahan.
Els registres més antics de Karaj daten del segle 30 aC. La ciutat es va desenvolupar durant el regnat de les dinasties Safàvida i Qajar, i conserva patrimoni històric d'aquestes etapes. Avui és una ciutat industrial molt destacada.